# Marija Tolkačëva
Marija Jur'evna Tolkačëva (in russo Мария Юрьевна Толкачёва?; Orechovo-Zuevo, 8 agosto 1997) è una ginnasta russa medaglia d'oro nella gara a squadre alle Olimpiadi di Rio de Janeiro 2016.

## Biografia
Tolkačëva ha iniziato ad allenarsi presso il centro olimpico nel 2012, e nel 2014 è entrata ufficialmente a far parte della squadra della Russia di ginnastica ritmica vincendo due medaglie d'oro agli Europei di Baku e un altro oro ai Mondiali di Smirne.

## Palmarès
- Giochi olimpici

Rio de Janeiro 2016: oro nella gara a squadre.
- Campionati mondiali di ginnastica ritmica

Smirne 2014: oro nei 2 nastri / 3 palle.
Stoccarda 2015: oro nell'all-around e nelle 6 clavette / 2 cerchi, argento nei 5 nastri.
Pesaro 2017: oro nelle 3 palle / 2 funi e nell'all-around, argento nei 5 cerchi.
Sofia 2018: oro nell'all-around, argento nelle 3 palle / 2 funi.
Baku 2019: oro nell'all-around e nei 3 cerchi / 4 clavette, bronzo nelle 5 palle.
- Campionati europei di ginnastica ritmica

Baku 2014: oro nell'all-around e nei 2 nastri / 3 palle.
Holon 2016: oro nell'all-around.
Guadalajara 2018: oro nel concorso a squadre e nell'all-around, bronzo nei 5 cerchi.
- Giochi europei

Baku 2015: oro nell'all-around e nei 5 nastri.
Minsk 2019: oro nelle 5 palle, bronzo nell'all-around.